# Грустный Мак

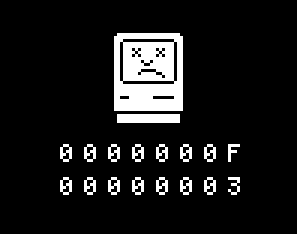
Грустный Мак, уведомляющий о вызове запрещенной инструкции.

Грустный Mac — символ, используемый компьютерами Apple Macintosh ранних поколений с встроенным программным обеспечением (прошивкой), предшествующим Open Firmware (начиная с Macintosh 128K и заканчивая последними Power Macintosh на базе NuBus). Он используется вместо значка Happy Mac, который указывает, что тесты оборудования во время запуска прошли успешно.

## На других моделях
Модели, предшествующие Macintosh II, отображали Грустный Mac без звука. Macintosh PowerPC воспроизводит звуковой эффект автокатастрофы, а компьютеры моделей Classic II, LC, и оснащенные платой обновления PowerPC, проигрывают звук фанфар (A, E-natural и E-flat), за которым следуют звуки барабана и крэш-тарелки.
В моделях Old World ROM Power Macintosh и PowerBook, основанных на архитектуре PCI, значок Sad Mac не используется, воспроизводится только звуковой сигнал (например, при отсутствии или сбое памяти, неработающем процессоре и т. п.)
Mac OS X 10.2 Jaguar и более поздние версии вместо этого используют универсальный символ «нет» для обозначения аппаратной или программной ошибки, из-за которой компьютер не загружается.

## Искусственный вызов
Грустный Мак можно получить искусственно при запуске, нажав переключатель прерываний или клавиши Command и Power вскоре после запуска.

## Грустный iPod

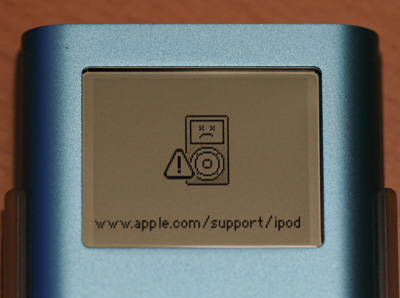
Грустный iPod

На iPod, если происходит повреждение или ошибка в оборудовании или встроенном программном обеспечении, появляется Грустный iPod. Это похоже на Sad Mac, но вместо Macintosh присутствует iPod, и нет никаких звуков смерти. У значка также нет носа, а хмурый взгляд переворачивается горизонтально. Также не отображаются шестнадцатеричные коды, указывающие, какая проблема возникла в iPod. Этот экран ошибок не отображается при возникновении проблемы в более новых iPod.